# Liptena fulvicans
Liptena fulvicans är en fjärilsart som beskrevs av Hawker-smith 1933. Liptena fulvicans ingår i släktet Liptena och familjen juvelvingar. Inga underarter finns listade i Catalogue of Life.